# Drusus bayburtii
Drusus bayburtii là một loài Trichoptera trong họ Limnephilidae. Chúng phân bố ở miền Cổ bắc.